# Anna-Marie Globenski
Anna-Marie Globenski, née le 2 juillet 1929 à Saint-Barthélemy, Québec et morte le 8 septembre 2008 à l’Hôpital de l’Enfant-Jésusest une pianiste et professeure canadienne. 
À la suite de ses études supérieures, Anna-Marie Globenski entame une tournée ainsi que de nombreux concerts à travers le Canada et l'Europe. On peut entendre son piano à la radio de Radio-Canada. Elle enseigne son art dans diverses institutions comme à l'École de musique Vincent d'Indy, au conservatoire de Paris puis fait carrière à l'Université Laval. En 2005, la Faculté de musique de l'Université Laval nomme son école préparatoire de musique en son nom pour honorer son apport à l'éducation du piano.

## Biographie

### Éducation
Les Globenski sont l'une des premières familles polonaises à s'établir au Canada à Saint-Barthélemy, dans la région de Lanaudière au Québec. De 1946 à 1952, elle étudie la musique à l'École Vincent-d'Indy auprès de Jean Dansereau pour le piano et Claude Champagne pour la théorie musicale. C’est cette institution qui lui décerne un baccalauréat en 1949, puis une maîtrise en 1951. Dans cette même année, elle obtient un Trophée du Gouvernement français, est boursière du Conseil des Arts du Canada et gagne le « Prix d'Europe », ce qui lui permet d'étudier au Conservatoire de Paris pendant un an dans la classe de Marcel Ciampi puis à l'Académie de Vienne de 1952 à 1956 avec  Bruno Seidlhofer. C'est à cette académie qu'elle commence à jouer avec Eugene Husaruk, avec qui elle organise un récital une fois de retour au Canada, à Ottawa, en 1963.
En 1953, elle offre un récital à la salle du Gesù à Montréal avec Cécille Vallée et remporte la bourse « Kerry-Lindsay » offerte par le « Ladies Morning Musical Club » de Montréal.
En 1954, elle est diplômée d'honneur au Concours international d'exécution musicale de Genève et se fera entendre à la radio viennoise. En 1955, elle est la première femme canadienne à être acceptée pour participer au Concours Chopin pour lequel le Québec s'est distingué lors des deux dernières éditions avec Charles Richard-Hamelin lauréat du 2e prix en 2015 et Bruce (Xiaoyu) Liu lauréat du 1er prix en 2021.
Elle entame sa dernière étape dans son parcours d'étudiante à l'Université d'Indiana à Bloomington en 1963 où elle suit des cours d'été pendant cinq ans. Elle complète son doctorat en interprétation en septembre 1983 et remet sa dissertation An Analytical Study of Selected Piano Works by E. Chabrier.

### Carrière
Entre 1956 et 1957, elle termine sa formation en Europe et débute sa première tournée canadienne avec Jeunesses musicales Canada en compagnie de la violoniste Liliane Garnier, avec qui elle enregistrera un récital un peu plus tard en 1962.
Elle donne aussi des concerts en solo, comme chambriste ou accompagnatrice dans plusieurs villes du Canada, des États-Unis et d'Europe. On peut aussi l'entendre à la radio de Radio-Canada aux émissions « Récital » et « Grands concerts ».
Dès 1960, elle enseigne à l'École Vincent-d'Indy jusqu'en 1962 et comme accompagnatrice au Conservatoire de musique du Québec jusqu'en 1963. Elle travaille ensuite comme professeure à l'École de musique de l'Université Laval. Elle y enseigne le piano ainsi que la pédagogie du piano en plus de faire de la recherche et d'encadrer les étudiants. De plus, elle occupe plusieurs postes administratifs comme directrice des programmes d'études supérieures (1978-1980) et des concentrations instrumentales (1980-1982),.
Elle travaille comme conseillère artistique à l'Institut canadien de Québec en 1980 pendant un nombre inconnu d'années.
Vers la fin de sa carrière, elle se concentre davantage sur la musique de chambre et la musique canadienne pour piano des XIXe et XXe siècle. C'est en 1995 et 1999 qu'elle enregistre deux albums de musique Quintette, op. 42 accompagné du Quatuor Laval et The Romantic Piano in Canada, respectivement.

### Honneurs

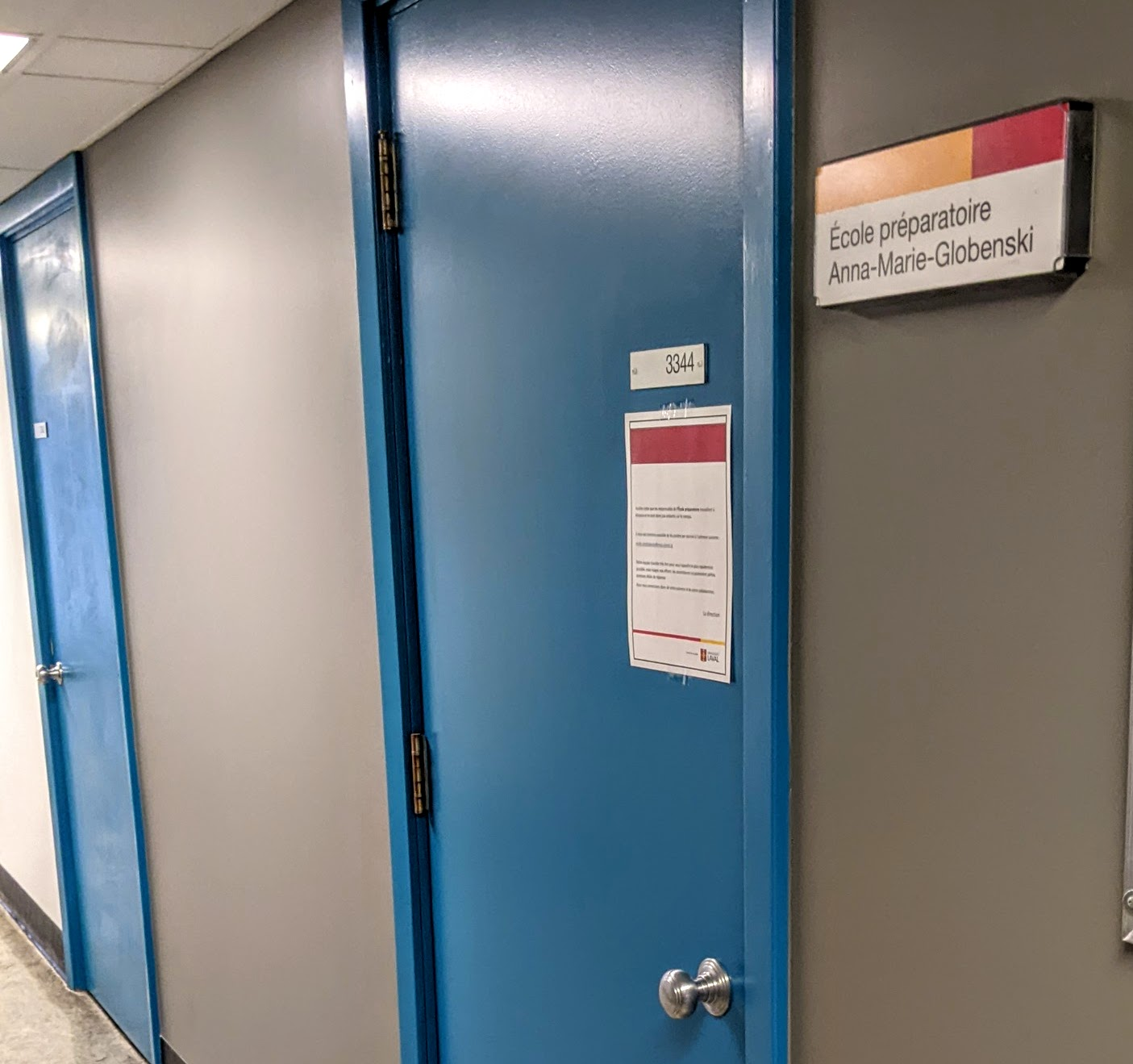
L'École préparatoire Anna-Marie Globenski est située au 3e étage du Pavillon Louis-Jacques Casault (Université Laval)

Tout au long de sa carrière, elle est invitée à siéger comme membre du jury pour plusieurs concours au Canada et en Europe. Elle agit à ce titre pour le Prix d'Europe, le ministère des Affaires culturelles du Québec, le ministère de l'Éducation et le ministère de l'Enseignement supérieur.
Le 2 février 2005, elle fait un don de 400 000 dollars canadiens ainsi que d'un piano à queue électrique à la Faculté de musique de l'Université Laval qui servira à financer le Fonds de pédagogie instrumentale qui portera son nom. Le même jour, le doyen de la Faculté de musique, Gilles Simard, annonce que l'école préparatoire de l'Université Laval est renommée l'École préparatoire Anna-Marie Globenski pour sa contribution,.

#### Décès
Elle meurt à l'Hôpital de l'Enfant-Jésus le 28 septembre 2008. Son service a lieu le 3 octobre 2008 à la Basilique Notre-Dame de Québec et elle est inhumée au cimetière Saint-Michel-de-Sillery.